# Judd Vinet
Judd Vinet (* 1980 Britská Kolumbie, Kanada) je open-source vývojář žijící ve Victorii v Britské Kolumbii. Je znám hlavně díky linuxové distribuci Arch Linux, kterou vytvořil. Judd již opustil pomyslnou pozici šéfa Arch Linuxu a byl nahrazen Aaronem Griffinem. Vinet promoval v roce 2004 z počítačové informatiky na University of Victoria.